# Меньовша (присілок)
Меньовша (рос. Менёвша) — присілок у Кіриському районі Ленінградської області Російської Федерації.
Населення становить 4 особи. Належить до муніципального утворення Кусінське сільське поселення.

## Історія
Згідно із законом від 1 вересня 2004 року № 49-оз органом  місцевого самоврядування є Кусінське сільське поселення.

## Населення
| 1838 | 1862 | 1885 | 1940 | 1997 | 2002 | 2007 |
| ---- | ---- | ---- | ---- | ---- | ---- | ---- |
| 280  | ↗313 | ↘288 | ↘211 | ↘1   | ↗2   | ↘0   |
| 2010 | 2017 |      |      |      |      |      |
| ↗5   | ↘4   |      |      |      |      |      |